# Donja Jagodnja
Donja Jagodnja est un village de la municipalité de Polača (Comitat de Zadar) en Croatie. Au recensement de 2011, le village comptait 113 habitants.